# Vitreorana eurygnatha
Vitreorana eurygnatha é uma espécie de anfíbio da família Centrolenidae. Endêmica do Brasil, pode ser encontrada nos estados da Bahia, Espírito Santo, Minas Gerais, Rio de Janeiro, São Paulo e Santa Catarina. Não há registro para o estado do Paraná. Existe um registro isolado em Goiás. Em 2017, foi classificado como em perigo na Lista Oficial das Espécies da Fauna Ameaçadas de Extinção do Estado da Bahia, mas como pouco preocupante na Lista Vermelha do Livro Vermelho da Fauna Brasileira Ameaçada de Extinção de 2018 do Instituto Chico Mendes de Conservação da Biodiversidade (ICMBio).